# Maiselsberg

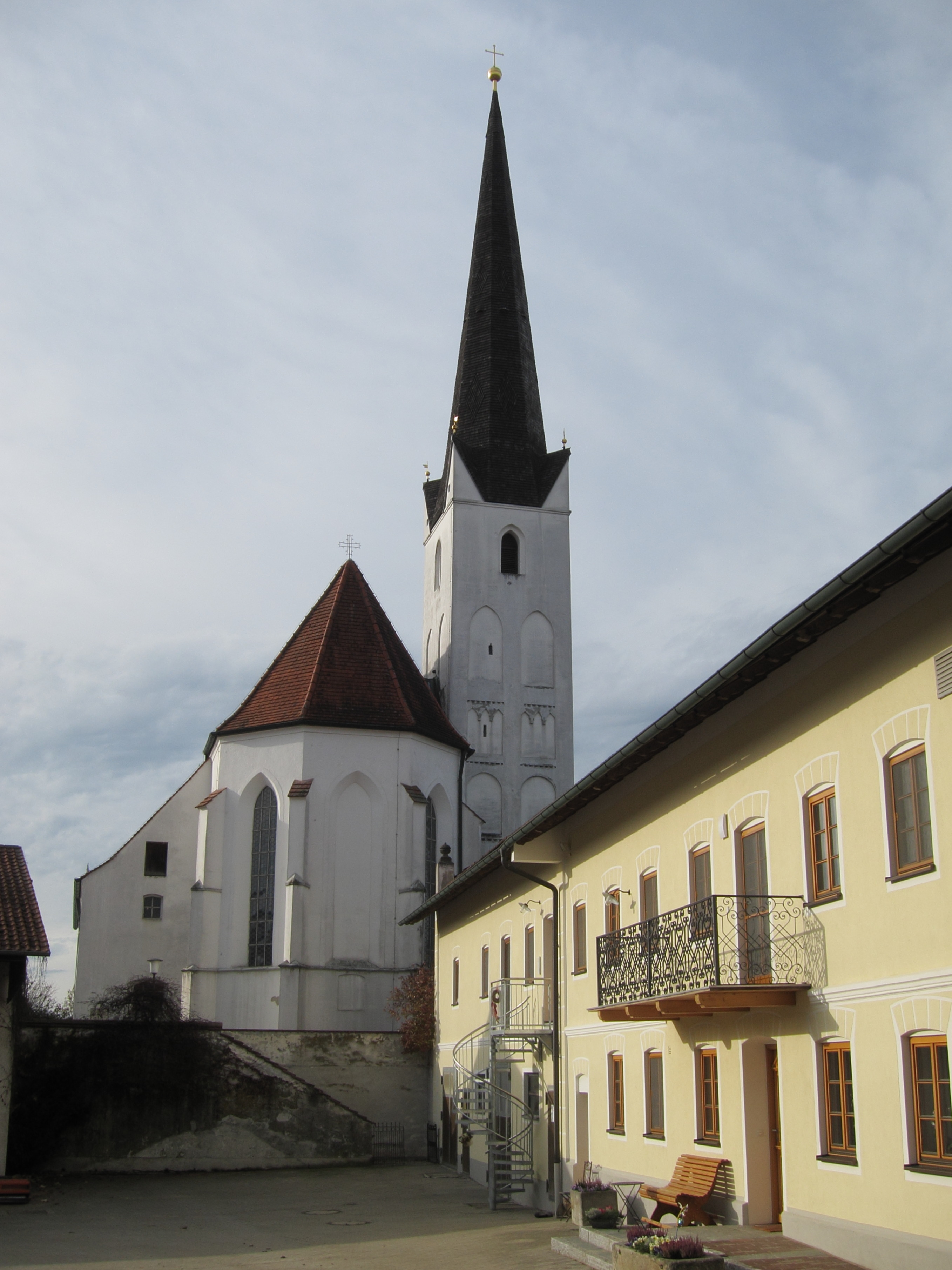
Kirche St. Maria in Maiselsberg

Maiselsberg ist ein Weiler und Gemeindeteil der oberbayerischen Gemeinde Taufkirchen (Vils) im Landkreis Erding.
Der Ort liegt etwa drei Kilometer östlich des Hauptortes. Maiselsberg hatte 2015 27 Einwohner.

## Sehenswürdigkeiten
- Katholische Filialkirche St. Maria, erbaut 1484